# Do-so-mo
Do-so-mo. Journal of Minoan-Mycenaean and Classical Studies – rocznik wydawany w od 2000 roku początkowo w Olsztynie, obecnie w Piotrkowie Trybunalskim. Wydawcą jest Instytut Historii Uniwersytetu Jana Kochanowskiego w Kielcach, Filia w Piotrkowie Trybunalskim. Publikuje prace z zakresu mykenologii i filologii klasycznej.  